# Fritz Schulze (Bildhauer)

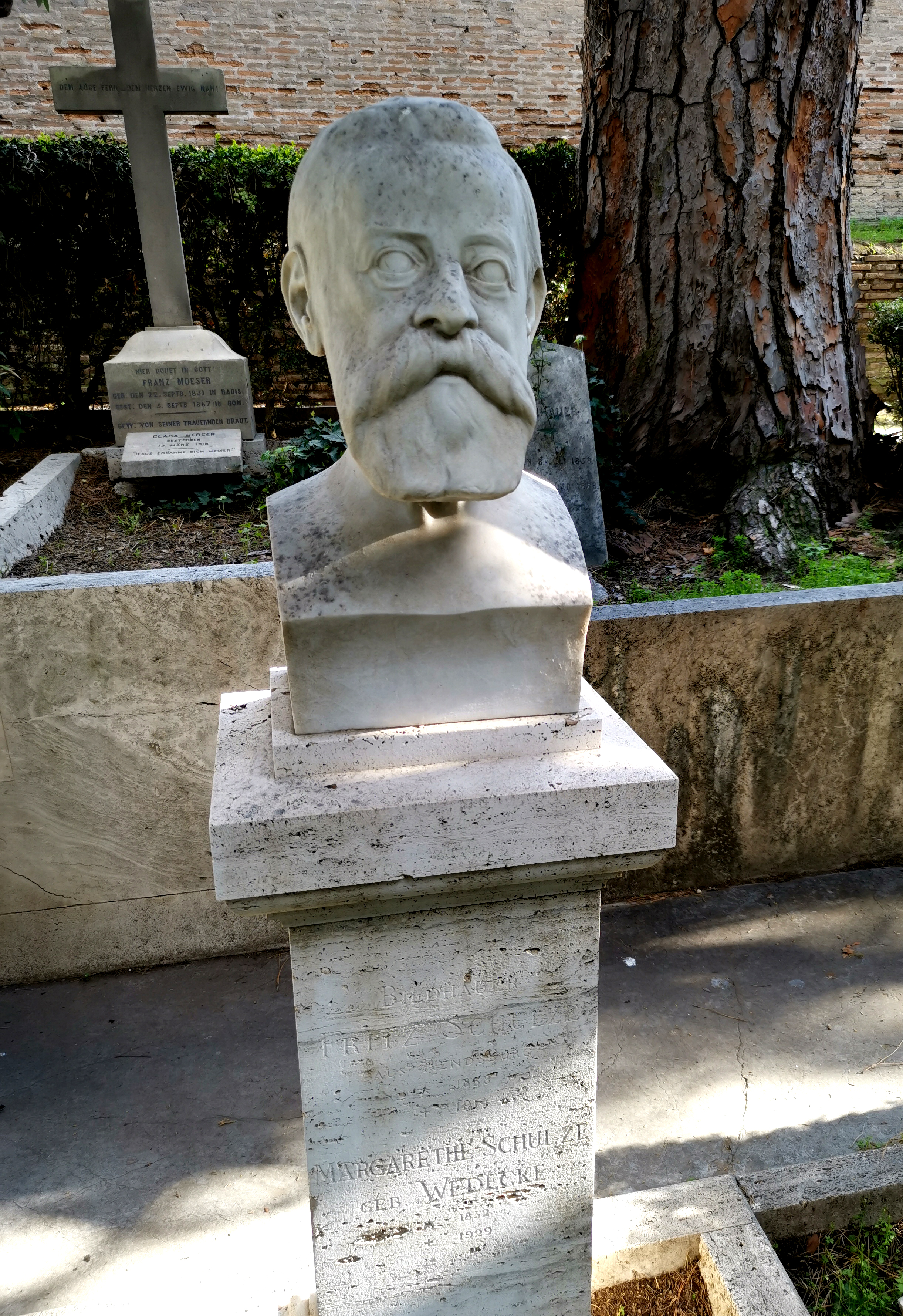
Grab auf dem Nichtkatholischen (Protestantischen) Friedhof Rom

Fritz Schulze (* 18. Juli 1838 in Rendsburg; † 23. Dezember 1914 in München) war ein deutscher Bildhauer und Silhouettenschneider.

## Leben
Fritz Schulze war Sohn des Orgelbauers Friedrich Christian Theodor Schulze in Rendsburg. Er ging nach dem Besuch des Gymnasiums mit 18 Jahren an die Kunstakademie in Kopenhagen, wo er dank einer Empfehlung seines Lehrers Herman Wilhelm Bissen 1859 ein staatliches Stipendium erhielt, das seine Ausbildung in Kopenhagen bis 1863 absicherte. Anschließend ermöglichten ihm einige Gönner seiner Heimatstadt eine Reise nach Italien. Anfang 1865 traf er in Rom ein, wo er an der Piazza Barbarini eine Wohnung fand. Er freundete sich mit dem um eine Generation älteren Landschaftsmaler Karl Lindemann-Frommel an und fand Anschluss an die deutsche Kolonie im Palazzo Caffarelli, in dem die preußische Botschaft, das Deutsche Archäologische Institut und die protestantische Kapelle untergebracht waren. Da seine Heimat nach dem Deutsch-Dänischen Krieg preußische Provinz geworden war, bewarb sich Schulze in Berlin mit Erfolg um ein Stipendium, das sein Verbleiben in Rom vorerst sicherte. Im Mai 1869 beantragte er unter Vorlage eines Zeugnisses des Bildhauers Emil Wolff und einer Empfehlung des preußischen Gesandten Harry von Arnim eine erneute „Geldzuwendung aus Staatsmitteln“, doch der zuständige Minister Otto von Bismarck lehnte dieses Mal ab, weil Schulze es versäumt hatte, Arbeitsproben vorzulegen.
Der wegen seiner zarten Statur „Schulzetto“ genannte Künstler zählte 1870 zu den zentralen Figuren eines Künstlerfestes des Deutschen Künstlervereins bei den legendären Cervaro-Grotten. In dem Industriellen Heinrich Adolph Meyer fand Schulze einen Mäzen, der es ihm ermöglichte, weiterhin in Rom zu bleiben. Für den Park seiner Villa „Haus Forsteck“ in Kiel bestellte Meyer sechs Marmorstatuen griechischer Dichter und Philosophen. Um 1873 beteiligte sich Meyer an dem Wettbewerb für das Uwe-Jens-Lornsen-Denkmal in seiner Heimatstadt Rendsburg, unterlag aber Heinrich Möller aus Altona.
1895/1896 war Schulze Präsident des Deutschen Künstlervereins in Rom und Ansprechpartner für seine schleswig-holsteinischen Landsleute. Im Frühjahr 1900 betreute er die junge Bildhauerin Anna Petersen aus Schleswig. Schulze, der in Italien geheiratet hatte, zog im hohen Alter nach München, wo er verstarb.

## Werke
1863 trat Schulze in Kopenhagen mit einer Statue der „Loreley“ auf der Ausstellung der Kunstakademie erstmals an die Öffentlichkeit. Die Wahl dieses Themas dürfte in einer Zeit wachsender nationaler Spannungen in Kopenhagen als ein Bekenntnis zu seiner deutschen Herkunft verstanden worden sein. Schulze schuf die Büsten des Hauptpastors der Christuskirche in Rendsburg, Carl Heinrich Anton Balermann, der Kieler Professoren Karl Heinrich Christian Bartels und Rudolf von Ihering, sowie ein Porträtmedaillon der Auguste Lindemann-Frommen geb. Freiin von Racknitz. Um 1880 schuf er einen Marmorengel für das Grabmal seines Vaters auf dem Neuwerk-Friedhof in Rendsburg.
Sein römisches Hauptwerk ist die auf einem Kapitell sitzende Bronzefigur eines jungen Mädchens (Dauerleihgabe des Historischen Museums Rendsburg an den Museumsberg Flensburg). Um 1880 schuf er eine Engelsfigur für das Grab seines Vaters in Rendsburg. Schulzes Leidenschaft war das Anfertigen von Scherenschnitten seiner römischen Zeitgenossen, darunter 1870 eine Karikatur von Franz Liszt. Scherenschnitte mit Darstellungen aus dem römischen Volksleben veröffentlichte er gemeinsam mit Gustav Floerke.